# エレクトロ・アジール・バップ
『エレクトロ・アジール・バップ』（ELECTRO ASYL-BOP）は、1996年10月21日に発売されたソウル・フラワー・ユニオンの3枚目のアルバム。

## 解説
震災被災地・神戸におけるソウル・フラワー・モノノケ・サミットの活動で得た経験を生かし、当時の彼らの主要命題であった「トラッド・民謡」を、三線やチンドン太鼓、チャンゴなどを導入することによって消化し、のちのソウル・フラワー・ユニオンの音楽スタイルを確立させた作品になった。ロック・サウンドの端々にヤマト民謡、朝鮮民謡、沖縄民謡、アイリッシュ・トラッドがモザイク状に拡散し、電機仕掛けの祝祭的なチンドン・ロックンロールといった様相で、ニューエスト・モデル時代の代表曲「雑種天国」で示した「ええじゃないか」というテーマが、より具体的に提示されている。
中川敬自身、初期の最高傑作であることを認めており、「エエジャナイカ」「海行かば 山行かば 踊るかばね」「平和に生きる権利」「満月の夕」など、長年にわたって演奏され続けている重要なライヴ・レパートリーが多数収録されている。春日博文、梅津和時、リクオ、山口洋、西川郷子（上々颱風）、山根麻以などがゲスト参加している。
このアルバムが発売されて、数ヵ月後、伊丹英子の耳の病気、音響性外傷が悪化し、ソウル・フラワー・ユニオンは一年間のライヴ活動停止を余儀なくされる。

## 収録曲
1. エエジャナイカ EEJYANAIKA
2. 海行かば 山行かば 踊るかばね UMIYUKABA YAMAYUKABA ODORU KABANE
3. 月が笑う夜に 導師はいない TUKI GA WARAU YORU
4. 平和に生きる権利 HEIWA NI IKIRU KENRI
5. 闇夜の太陽 YAMIYO NO TAIYO
6. 満月の夕＜96 FROZEN BRASS VERSION＞ MANGETU NO YUBE
7. フォギー・デュー・フローズン・ブラス FOGGY DEW FROZEN BRASS
8. 霧の滴 FOGGY DEW
9. 進軍ラッパエレジー SINGUN RAPPA ELEGY
10. あまの川 AMANOGAWA
11. アマノガワ・フローズン・ギター AMANOGAWA FROZEN GUITAR ～チェジュドタリョン（済州島打令）
12. サルマワシワラウ SARUMAWASI
13. 向い風＜96 FROZEN GUITAR MIX＞ MUKAIKAZE

## 備考
- M-1 1996年10月21日にシングル・カット。
- M-3 住井すゑの長篇小説『橋のない川』にインスパイアされている。
- M-4 ビクトル・ハラ「El Derecho de Vivir en Paz」のカバー（日本語詞：中川敬）。後期ニューエスト・モデルのライブで演奏されていた。
- M-6 1995年10月1日にリリースされたシングルの再録ヴァージョン。
- M-8 アイルランド民謡（日本語詞：中川敬）
- M-11 朝鮮民謡（済州島）
- M-13 1996年7月21日のシングルのアルバム・ミックス。